# Élections régionales de 1988 à Madère
Les élections régionales de 1988 (en portugais : Eleições legislativas regionais na Madeira em 1988) se sont tenues le 9 octobre 1988 à Madère afin d'élire les 53 députés de l'Assemblée législative.

## Résultats
| Partis                   | Partis                                       | Voix    | %     | Sièges | +/-           |
| ------------------------ | -------------------------------------------- | ------- | ----- | ------ | ------------- |
|                          | Parti social-démocrate (PPD/PSD)             | 78 185  | 62,36 | 41     | 1             |
|                          | Parti socialiste (PS)                        | 21 058  | 16,79 | 7      | 1             |
|                          | Parti du centre démocratique et social (CDS) | 10 263  | 8,19  | 2      | 1             |
|                          | Union démocratique populaire (UDP)           | 9 687   | 7,73  | 3      | 1             |
|                          | Coalition démocratique unitaire (CDU)        | 2 549   | 2,03  | 0      | 1             |
|                          | Parti démocratique de l'Atlantique (PDA)     | 779     | 0,62  | 0      | Nv.           |
|                          | PCTP/MRPP                                    | 496     | 0,40  | 0      | en stagnation |
|                          | Votes blancs                                 | 922     | 0,74  |        |               |
|                          | Votes nuls                                   | 1 444   | 1,15  |        |               |
|                          |                                              |         |       |        |               |
| Total                    | Total                                        | 125 383 | 100   | 53     | 3             |
| Abstentions              | Abstentions                                  | 59 957  | 32,35 |        |               |
| Inscrits / participation | Inscrits / participation                     | 185 340 | 67,65 |        |               |